# Каланкини, Джампаоло
Джампаоло Каланкини (итал. Giampaolo Calanchini; 4 февраля 1937, Арджента, Феррара — 19 марта 2007, Болонья) — итальянский фехтовальщик-саблист. Серебряный призёр летних Олимпийских игр 1964 года, бронзовый призёр летних Олимпийских игр 1960 года, серебряный призёр чемпионата мира 1965 года.

## Биография
Джампаоло Каланкини родился 4 февраля 1937 года в итальянской коммуне Арджента.
Выступал в соревнованиях по фехтованию за «Виртус» из Болоньи.
В 1960 году вошёл в состав сборной Италии на летних Олимпийских играх в Риме и завоевал бронзовую медаль в командном турнире саблистов. Команда Италии, за которую также выступали Владимиро Каларезе, Пьерлуиджи Чикка, Марио Раваньян и Роберто Феррари, в группе 1/8 финала победила Румынию — 9:3 и Португалию — 9:2, в четвертьфинале выиграла у Франции — 9:7, в полуфинале уступила Венгрии, а в матче за 3-4-е места выиграла у США — 9:6.
В 1964 году вошёл в состав сборной Италии на летних Олимпийских играх в Токио и завоевал серебряную медаль в командном турнире саблистов. Команда Италии, за которую также выступали Владимиро Каларезе, Пьерлуиджи Чикка, Марио Раваньян и Чезаре Сальвадори, в группе 1/8 финала победила Аргентину — 15:1, в четвертьфинале Венгрию — 9:7, в полуфинале Францию — 8:7, а в финале уступила СССР — 6:9.
В 1965 году стал серебряным призёром чемпионата мира в Париже в командном турнире саблистов.
Умер 19 марта 2007 года в Болонье.